# Генеалогический список королей западных саксов
Генеалогический список королей западных саксов (англ. West Saxon Genealogical Regnal List), также известный как «Таблица королей западных саксов» (англ. West Saxon Regnal Table), «Список королей западных саксов» (англ. West Saxon Regnal List) и «Генеалогическое предисловие к „Англосаксонской хронике“» (англ. Genealogical Preface to the Anglo-Saxon Chronicle) — название, которое носит в современной исторической науке список королей западных саксов (Уэссекса). В средневековых рукописях он не имеет названия и не является в полном смысле слова генеалогией. Список является одним из основных источников по ранней истории англосаксонского королевства Уэссекс и отражает попытки Уэссекской династии создать непрерывный список правителей вплоть до Кердика, чтобы обосновать легитимность своего правления.

## Содержание
Список начинается с Кердика, первого короля западных саксов (утверждается, что он прибыл в Уэссекс в 494 году) и продолжается до короля Альфреда Великого (годы правления — 871—899). На основании этого исследователи сделали вывод, что список, вероятно, принял окончательный вид именно во время правления Альфреда. В нём обычно указывается продолжительность правления каждого короля и называется преемник. Иногда также добавляется информация о родословной короля — в первую очередь происхождение от Кердика. Самая полная генеалогия приводится для короля Этельвульфа, отца Альфреда. Для шестого правителя Уэссекса, Кинегильса, указывается, что он первым из англосаксонских королей принял крещение.

## История и источники

### Происхождение сохранившихся рукописей и оригинала
Все сохранившиеся рукописи «Генеалогического списка» представляют собой близкие по тексту копии оригинала, который, по мнению исследователей, был составлен в Уэссексе для расширения власти королевской династии и её легитимизации. Сюзен Ирвайн, которая анализировала самую раннюю из рукописей «Англосаксонской хроники», которая в настоящее время хранится в Кембриджском колледже Корпус-Кристи, указывает, что «Генеалогический список королей западных саксов» выступает в качестве предисловия к ней. Исследовательница отмечает, что хотя сама «Хроника» содержит сведения обо всех англосаксонских королевствах, генеалогический королевский список, с которого она начинается, устанавливает первостепенное значение потомков Кердика. Кроме того, по её мнению, структурная симметрия предисловия подчёркивает, что Уэссекская королевская династия достигла кульминации в правление Альфреда Великого.
Томас Брехофт, который сравнивал «Генеалогический список» с вероятным исходным материалом, представленным в «Списке королей англов», а также с другими королевскими генеалогиями из «Англосаксонской хроники», пришёл к выводу, что при добавление нового генеалогического материала к ранее существовавшим источникам «Список» и «Хроника» получили иной литературный стиль, отличный от списка английских королей. По его мнению, редактированием «Хроники» и «Генеалогического списка» занимался один и тот же человек, а сама задача была тесно связана с созданием имиджа короля Альфреда Великого.

### Годы правления королей Уэссекса в самой ранней версии «Списка»
Дэвид Дамвилл предпринял попытку реконструировать вероятный архетип «Генеалогического списка». Сравнивавшая разные версии «Списка» и «Англосаксонской хроники», он попытался понять, на основании каких источников они были составлены. Хотя несколько рукописей «Генеалогического списка» содержатся в отдельных рукописях «Хроники», сама она, по его мнению, опиралась на более раннюю версию «Списка». В результате в них присутствуют расхождения. Основные отличия заключаются в датах правления ранних королей Уэссекса вплоть до короля Ине, дальнейшие же расхождения невелики.
| Король    | Годы правления, выведенные для архетипа «Англосаконской хроники» | Годы правления, выведенные для архетипа «Генеалогического списка» |
| --------- | ---------------------------------------------------------------- | ----------------------------------------------------------------- |
| Кердик    | 500—534 и 519—534                                                | 538—554                                                           |
| Кинрик    | 534—560                                                          | 554—581                                                           |
| Кевлин    | 560—591                                                          | 581—588                                                           |
| Кеол      | 591—597                                                          | 588—594                                                           |
| Кеолвульф | 597—611                                                          | 594—611                                                           |
| Кинегильс | 611—642                                                          | 611—642                                                           |
| Кенвал    | 642—673                                                          | 642—673                                                           |
| Сексбурга | 673—674                                                          | 673—674                                                           |
| Эсквин    | 674—676                                                          | 674—676                                                           |
| Кентвин   | 676—685                                                          | 676—685                                                           |
| Кэдвалла  | 685—688                                                          | 685—688                                                           |
| Ине       | 688—726                                                          | 688—726                                                           |